# 400 meter häck för damer i friidrott vid olympiska sommarspelen 2004
400 meter häck damer vid Olympiska sommarspelen 2004 genomfördes vid Atens olympiska stadion mellan 21 och 25 augusti.

## Medaljörer
| Event          | Guld                 | Guld  | Silver                           | Silver | Brons                               | Brons |
| 400 meter häck | Faní Halkiá Grekland | 52,82 | Ionela Târlea-Manolache Rumänien | 53,38  | Tetiana Teresjtjuk-Antipova Ukraina | 53,44 |

## Resultat
Från de fem försöksheaten gick de två främsta i varje heat, samt de sex bästa tiderna därutöver, vidare till semifinalerna.

Från de två semifinalerna gick de fyra främsta från varje heat till finalen.
Alla tider visas i sekunder.

- Q innebär avancemang utifrån placering i heatet.
- q innebär avancemang utifrån total placering.
- DNS innebär att personen inte startade.
- DNF innebär att personen inte fullföljde.
- DQ innebär diskvalificering.
- NR innebär nationellt rekord.
- OR innebär olympiskt rekord.
- WR innebär världsrekord.
- WJR innebär världsrekord för juniorer
- AR innebär världsdelsrekord (area record)
- PB innebär personligt rekord.
- SB innebär säsongsbästa.

### Försöksheat
| Heat | Idrottare                    | Nation       | Tid   |    | Placering |   |
| ---- | ---------------------------- | ------------ | ----- | -- | --------- | - |
| 1    | Julija Petjonkina            | Ryssland     | 53,57 | SB | 1         | Q |
| 1    | Tetiana Teresjtjuk-Antipova  | Ukraina      | 54.63 |    | 4         | Q |
| 1    | Ulrike Urbansky              | Tyskland     | 55.15 | SB | 13        | q |
| 1    | Monika Niederstätter         | Italien      | 55.57 |    | 17        |   |
| 1    | Cora Olivero                 | Spanien      | 56.19 |    | 22        |   |
| 1    | Patricia Allen               | Jamaica      | 56.40 |    | 25        |   |
| 1    | Aissata Soulama              | Burkina Faso | 57.60 | PB | 30        |   |
| 2    | Jana Rawlinson               | Australien   | 54.83 |    | 10        | Q |
| 2    | Jekaterina Bikert            | Ryssland     | 54.95 |    | 11        | Q |
| 2    | Natalja Torsjina-Alimzjanova | Kazakstan    | 55.22 | SB | 16        | q |
| 2    | Ieva Zunda                   | Lettland     | 56.21 |    | 23        |   |
| 2    | Benedetta Ceccarelli         | Italien      | 56.28 |    | 24        |   |
| 2    | Surita Febbraio              | Sydafrika    | 56.49 |    | 26        |   |
| 3    | Ionela Târlea-Manolache      | Rumänien     | 54.41 |    | 3         | Q |
| 3    | Brenda Taylor                | USA          | 54.72 |    | 6         | Q |
| 3    | Nezha Bidouane               | Marocko      | 55.69 |    | 18        |   |
| 3    | Anna Jesień                  | Polen        | 56.03 |    | 21        |   |
| 3    | Shevon Stoddart              | Jamaica      | 56.61 |    | 28        |   |
| 3    | Klodiana Shala               | Albanien     | 60.00 |    | 33        |   |
| 3    | Stephanie Kampf              | Tyskland     | DNS   |    | —         |   |
| 4    | Faní Halkiá                  | Grekland     | 53.85 | NR | 2         | Q |
| 4    | Lashinda Demus               | USA          | 54.66 |    | 5         | Q |
| 4    | Jekaterina Bachvalova        | Ryssland     | 55.16 |    | 14        | q |
| 4    | Debbie-Ann Parris-Thymes     | Jamaica      | 55.21 | SB | 15        | q |
| 4    | Yvonne Harrison              | Puerto Rico  | 55.84 |    | 19        |   |
| 4    | Mame Tacko Diouf             | Senegal      | 57.25 |    | 29        |   |
| 4    | Salhate Djamalidine          | Komorerna    | 59.72 |    | 32        |   |
| 5    | Małgorzata Pskit             | Polen        | 54.75 | PB | 7         | Q |
| 5    | Sheena Johnson               | USA          | 54.81 |    | 8         | Q |
| 5    | Xiaoxiao Huang               | Kina         | 54.81 | PB | 8         | q |
| 5    | Androula Sialou              | Cypern       | 55.02 |    | 12        | q |
| 5    | Daimí Pernía                 | Kuba         | 55.91 |    | 20        |   |
| 5    | Andrea Blackett              | Barbados     | 56.49 |    | 26        |   |
| 5    | Galina Pedan                 | Kirgizistan  | 59.02 |    | 31        |   |

### Semifinals
The semifinals were held on August 22. The first four runners of each heat qualified for the final.
| Heat | Athlete                      | Nation     | Time  |    | Rank |   |
| ---- | ---------------------------- | ---------- | ----- | -- | ---- | - |
| 1    | Julija Petjonkina            | Ryssland   | 53,31 | SB | 2    | Q |
| 1    | Jana Rawlinson               | Australien | 54.05 |    | 6    | Q |
| 1    | Sheena Johnson               | USA        | 54.32 |    | 7    | Q |
| 1    | Brenda Taylor                | USA        | 55.02 |    | 11   | Q |
| 1    | Natalja Torsjina-Alimzjanova | Kazakstan  | 55.08 | SB | 12   |   |
| 1    | Malgorzata Pskit             | Polen      | 55.24 |    | 13   |   |
| 1    | Ulrike Urbansky              | Tyskland   | 56.44 |    | 15   |   |
| 1    | Androula Sialou              | Cypern     | 65.72 |    | 16   |   |
| 2    | Faní Halkiá                  | Grekland   | 52.77 | OR | 1    | Q |
| 2    | Ionela Târlea-Manolache      | Rumänien   | 53.32 | SB | 3    | Q |
| 2    | Tetiana Teresjtjuk-Antipova  | Ukraina    | 53.37 | NR | 4    | Q |
| 2    | Jekaterina Bikert            | Ryssland   | 53.79 |    | 5    | Q |
| 2    | Lashinda Demus               | USA        | 54.32 |    | 8    |   |
| 2    | Jekaterina Bachvalova        | Ryssland   | 54.98 |    | 9    |   |
| 2    | Debbie-Ann Parris-Thymes     | Jamaica    | 54.99 | SB | 10   |   |
| 2    | Xiaoxiao Huang               | Kina       | 55.53 |    | 14   |   |

### Final
| Placering | Idrottare                         | Tid   |
| --------- | --------------------------------- | ----- |
|           | Faní Halkiá (GRE)                 | 52,82 |
|           | Ionela Târlea-Manolache (ROU)     | 53,38 |
|           | Tetiana Teresjtjuk-Antipova (UKR) | 53,44 |
| 4         | Sheena Johnson (USA)              | 53,83 |
| 5         | Jana Rawlinson (AUS)              | 53,92 |
| 6         | Jekaterina Bikert (RUS)           | 54,18 |
| 7         | Brenda Taylor (USA)               | 54,97 |
| 8         | Julija Petjonkina (RUS)           | 55,79 |

## Rekord

### Världsrekord
- Julia Petjonkina, Ryssland - 52,34 - 8 augusti 2003 - Tula, Ryssland

### Olympiskt rekord
- Fani Halkia, Grekland - 52,77 - 22 augusti 2004 - Aten, Grekland

## Tidigare vinnare

### OS
- 1896 - 1980: Ingen tävling
- 1984 i Los Angeles: Nawal el Moutawakil, Marocko – 54,61
- 1988 i Seoul: Debbie Flintoff-King, Australien – 53,17
- 1992 i Barcelona: Sally Gunnell, Storbritannien – 53,23
- 1996 i Atlanta: Deon Hemmings, Jamaica – 52,82
- 2000 i Sydney: Irena Privalova, Ryssland – 53,02

### VM
- 1983 i Helsingfors: Jekaterina Fesenko, Sovjetunionen – 54,14
- 1987 i Rom: Sabine Busch, DDR – 53,62
- 1991 i Tokyo: Tatjana Ledovskaja, Sovjetunionen – 53,11
- 1993 i Stuttgart: Sally Gunnell, Storbritannien – 52,74
- 1995 i Göteborg: Kim Batten, USA – 52,61
- 1997 i Aten: Nezha Bidouane, Marocko - 52,97
- 1999 i Sevilla: Daimi Pernia, Kuba – 52,89
- 2001 i Edmonton: Nezha Bidouane, Marocko - 53,34
- 2003 i Paris: Jana Pittman, Australien – 53,22